# Biệt dược
Biệt dược là thuốc được sản xuất với một tên thương mại (nhãn hiệu, tên biệt dược). Biệt dược còn được gọi là thuốc đặc chế.
Khi một thuốc mới được nghiên cứu, nó sẽ được đăng ký tên thuốc gốc theo danh pháp quốc tế hoặc danh pháp của từng nước (USAN của Hoa Kỳ, BAN của Anh...) đồng thời với tên biệt dược của nơi tiến hành thử nghiệm. Biệt dược, nếu được chấp thuận đưa vào lưu hành trên thị trường, sẽ được giữ bằng sáng chế trong một khoảng thời gian theo quy định của mỗi nước. Sau khi hết hạn độc quyền, các nhà sản xuất khác có thể sản xuất thuốc này với tên thuốc gốc hoặc một tên biệt dược khác.
Ví dụ: Valium là tên biệt dược đầu tiên cho Diazepam (chất có tác dụng an thần) của hãng Roche. Hiện nay thuốc này đã hết hạn độc quyền và được sản xuất với tên thuốc gốc là Diazepam hoặc tên biệt dược khác như: Seduxen (Hungary), Diazepin (Bulgaria), Relanium (Ba Lan), Rival (Mỹ), Eurosan (Thụy Sĩ), Diazefar (Việt Nam) v.v.